# تششمغان
تششمغان هي قرية في مقاطعة ورزقان، إيران. عدد سكان هذه القرية هو 10 في سنة 2006.